# ليوبولد فون شرودر
ليوبولد فون شرودر (بالألمانية: Leopold von Schroeder)‏ (و. 1851 – 1920 م) هو مختص في علم الهنديات، وعالم إنسان، وباحث في الأديان، وأستاذ جامعي ألماني، ولد في تارتو، توفي في فيينا، عن عمر يناهز 69 عاماً.

## جوائز
حصل على جوائز منها:

دكتوراه فخرية